# NGC 998
NGC 998 is een spiraalvormig sterrenstelsel in het sterrenbeeld Walvis. Het hemelobject werd op 10 november 1863 ontdekt door de Duitse astronoom Albert Marth.

## Synoniemen
- PGC 9934
- MCG 1-7-15
- ZWG 414.28